# Maria Henrieta Chotek
Contesa Henrieta Hermína Rudolfína Ferdinanda Marie Antonie Anna Chotková of Chotkov and Vojnín –  (cunoscută sub numele de Marie Henrieta Chotek - slovacă Mária Henrieta Choteková) (n. 24 noiembrie 1863 – d. 13 februarie 1946), cunoscută și sub denumirea de „contesa trandafirilor”, a fost o cultivatoare de trandafiri, creatoarea rozariului de la Dolná Krupá (Slovacia).

## Domeniul Dolná Krupá
Localitatea Dolná Krupá (în germană Unter Krombach sau Unter Krompach, în maghiară Alsókorompa) este situată la poalele Carpaților mici pe valea râului Krupá. Dezvoltarea domeniului Dolná Krupá a început din momentul în care acesta a intrat în posesia lui Michael II Brunswick (1671 – 1719) cu prilejul căsătoriei sale cu Mária Terézia Vitalisová, tânăra pereche hotărându-se să-și aleagă noua lor proprietate drept reședință. Fiul lor Anton Brunswick a construit în anii 1749 – 1756 primul castel baroc, proiectat de arhitectul vienez de origine italiană Johann Baptist Martinelli. La 7 octombrie 1775, împărăteasa Maria Terezia a Austriei i-a acordat lui Anton Brunswick titlul de conte cu denumirea Brunswick de Krompach.
La moartea lui Anton, în 1780, domeniul a revenit fiului acestui Jozef Brunswick (1750 – 1827). Acesta l-a însărcinat pe arhitectul Jan Josef Talherr, în 1782 cu reamenajarea castelului, lucrări care au durat până în 1796. Renovarea a menținut caracterul baroc al castelului care însă fusese mult mărit, și fusese dotat cu o oranjerie, clădiri anexe și un parc. În 1813 Jozef Brunswick a însărcinat pe arhitectul Anton Pius Riegel să-i procure diferite statui vechi de la Roma pentru înfrumusețarea castelului și a parcului, pentru a-i da o imagine clasică. Simulatan, în intervalul 1813 – 1819 s-a executat un parc englez pe o suprafață de 100 hectare după proiectul arhitectului german Christian Heinrich Nebbien. Acesta a executat și diferite alte  luc și parcul de la castelul  Betliari la Krasna Horka al conților Andrassy. Alte lucrări de extindere și renovare au fost efectuate în 1822-1828. În această perioadă castelul ajunsese să fie una din cele mai atractive reședințe ale nobilimii din Slovacia, fiind unul din monumentele arhitectonice ale începutului secolului XIX.

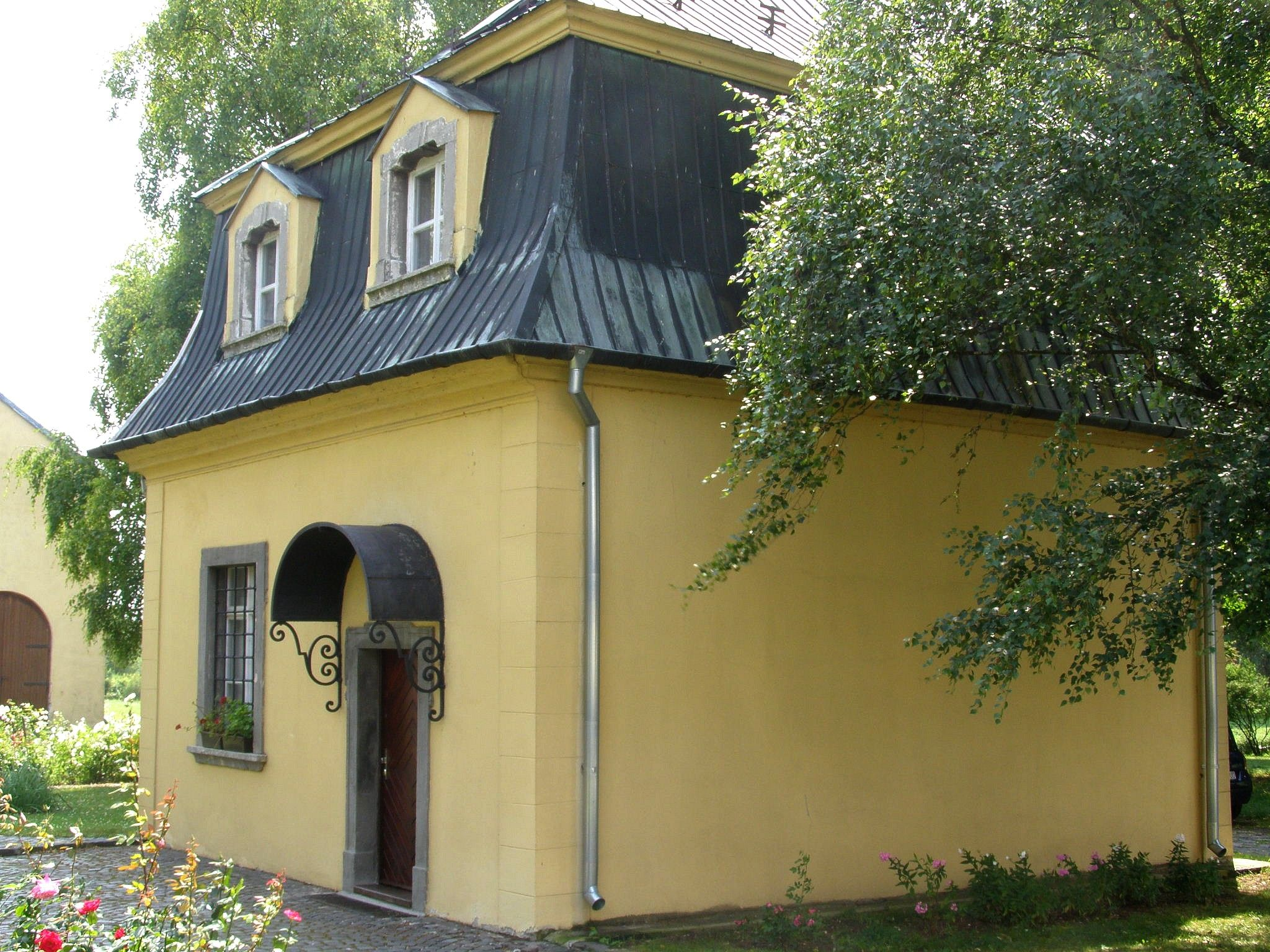
Casa lui Beethoven din parcul castelului Dolná Krupá (Slovacia)

Jozef Brunswick avea o relație de prietenie cu Ludwig van Beethoven care i-a fost oaspete în palatul  Dolna Krupa în intervalul 1797 - 1806. Aici a compus Sonata  14 (Sonata Lunii). Lângă clărirea principală se află o clădire denumită ‘’Casa lui Beethoven’’ care în prezent adăpostește un Muzeu Beethoven.
În 1813, Henrietta Brunswick, fiica lui Jozef Brunswick, s-a măritat cu contele Herman Chotek, primind ca zestre domeniul Dolná Krupá, În continuare domeniul a rămas în posesia conților Chotek, întâi a lui Rudolf Chotek (fiului lui Herman), ultima proprietară fiind Maria Henrietta Chotek (1863-1945). Familia Chotek era o veche familie aristocratică cehă. Contele Johann Rudolf Chotek (1748-1824) avusese diferite funcții importante printre care și cea de cancelar al Bohemiei și Austriei. Contele Karl Chotek (1783-1868) a fost guvernator general al Regatului Neapolelui, după învingerea lui Murat, iar apoi guvernator al provinciilor Tirol și Vorarlberg. Sophie Chotek, soția arhiducelui Franz Ferdinand al Austriei, era vară cu Maria Henrietta.

## Maria Henrietta Chotek și începutul rozariului de la Dolná Krupá
Contesa Maria Henrietta Chotek (în slovacă Mária Henrieta Choteková) se născuse la 24 noiembrie 1863. Maria Henrietta era o persoană singuratică. Ea nu s-a măritat niciodată și cu toate că era înstărită și făcea parte din înalta aritstocrație, ea nu a dorit niciodată să se ducă la curtea imperială, deși vara ei era soția principelui moștenitor al Austro-Ungariei. Maria Henrietta se simțea bine în special la reședința ei din Dolná Krupá unde putea să se dăruiască pasiunii sale: creșterea trandafirilor.
Localnicii își mai aduceau aminte de ea, multă vreme după moartea ei, considerând-o ca o persoană prietenoasă în relațiile ei cu sătenii, vorbind limba slovacă și participând la serbările din sat, unde se îmbrăca în costumele populare locale. Contesa Maria Henrietta dădea alimente celor nevoiași și acorda un sprijin foarte generos pentru orfani și copii abandonați.
În anii 1890 când a moștenit proprietatea de la Dolna Krupa ea a decis  să creeze în parcul castelului un rozariu la castelul ei, care să poată concura cu cele mai vestite rozarii din vremea aceea, cel de la L'Haÿ-les-Roses din Franța sau de la Sangerhausen în Germania. Ea se ocupa personal de creșterea trandafirilor și participa personal la diverse experimente de ameliorare a speciilor.
Crescători renumiți de trandafiri ca Peter Lambert, Wilhelm Kordes, Hermann Kiese, Johannes Böttner und Rudolf Geschwind erau mândri de prietenia ei și apreciau nu numai competența ei în acest domeniu dar și ajutorul dezinteresat de care dădea dovadă. În 1909 papa Pius X i-a acordat o diplomă prin care aprecia activitatea ei.
Contesa Chotek era un membru important al Uniunii Prietenilor Trandafirilor din Germania (Verein Deutscher Rosenfreunde – VDR) care fusese creată în 1903, Ea participa activ la diferitele congrese ale crescătorilor de trandafiri, unde rozariul ei era  considerat unul din primele trei din Europa. La congresul de la Liegnitz (azi Legnica) în Silezia din 1910 contele Karl von Pückler-Burghaus, referindu-se la aceste rozarii, declara în discursul său  că “Lanțuri de trandafiri unesc azi Germania cu Franța și cu Austro-Ungaria.” ("Rosenketten verbinden Deutschland mit Frankreich und Oesterreich-Ungarn".)
Contesa Chotek ajunsese să fie cunoscută sub denumirea de “contesa trandafirilor”. Este numele sub care mai este amintită și azi în lucrările care pomenesc de ea. 

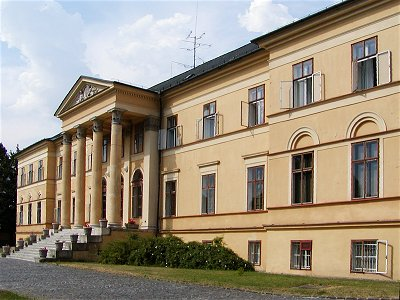
Castelul contesei Chotek din Dolna Krupa

Remarcabil la Maria Henrietta Chotek era și entuziasmul de care dădea dovadă când era vorba de trandafiri. Peter Lambert relatează că la expoziția de la Liegnitz a fost atât de impresionată de trandafirul cățărător “Fragezeichen” („Semn de întrebare”)  prezentat de Johannes Böttner încât imediat după terminarea congresului, ea a plecat la Frankfurt, pentru a putea admira la fața locului trandafirii din noua specie în toată splendoarea lor.
La moartea lui Rudolf Geschwind, în 1910, contesa Chotek a cumpărat întreaga colecție de trandafiri a acestuia, asigurând astfel păstrarea prețiosului patrimoniu genetic pe care Geschwind îl crease. Contesa a trimis doi dintre angajații ei ca să suprevegheze împachetarea și transportul trandafirilor care au fost apoi transplantați într-o secțiune aparte a rozariului de la Dolná Krupá. Ea a achiziționat astfel peste 2.000 de plante, dintre care unele erau specii complet noi și nu fuseseră încă comercializate. Datorită acestor eforturi au fost păstrate o parte dintre creațiile lui Geschwindt, care în prezent mai există în rozariul de la Sangerhausen sau în alte rozarii.
Rozariul de la Dolna Krupa ajunsese să fie mândria Uniunii Prietenilor Trandafirilor din Germania, iar la congresul trandafirilor de la Zweibrücken, în 1914 Hermann Kiese a prezentat o descriere entuziastă a rozariului pe care avusese ocazia să îl viziteze cu puțin timp înainte. Congresul de la Zweibrücken a fost ultima manifestare de mare amploare a Uniunii și o recunoaștere a apogeului la care ajunsese rozariul creat de contesa Maria Henrietta Chotek. La doar câteva zile după terminarea congresului, la 28 iunie 1914 a avut loc atentatul de la Saraievo în care a fost omorît Arhiducele Franz Ferdinand, principele moștenitor al Austro-Ungariei și soția sa, Sophie. Acest eveniment a constituit momentul de începere al Primului Război Mondial și din acest moment înainte soarta contesei Maria Henrietta Chotek și cea a rozariului de la Dolna Krupa își va începe declinul inexorabil.
În timpul Primului Război Mondial, contesa Chotek și-a întrerupt activitățile horticole și a lucrat ca soră medicală, îngrijind soldații răniți. Ea s-a instalat în orașul Tyrnau (azi Trnava). Când contesa s-a întors la domeniile ei, după sfârșitul războiului, strălucitul rozariu devenise o junglă. Monarhia austro-ungară încetase să mai existe, Unter Krompach nu se mai numea „Alsókorompa” ci devenise „Dolna Krupa”, iar micul sat făcea parte din Cehoslovacia.

## Decăderea rozariului Dolna Krupa
După terminarea războiului, contesa Marie Henriette Chotek a început munca de a-și reface rozariul. Dar în condițiile postbelice, numărul celor care erau înteresați de trandafiri sau puteau să-și permită o asemenea îndeletnicire scăzuse dramatic. Pentru a reînvia interesul pentru trandafiri, pe lângă refacerea rozariului, ea a înființat la Dolná Krupá și o școală de creștere a trandafirilor. 

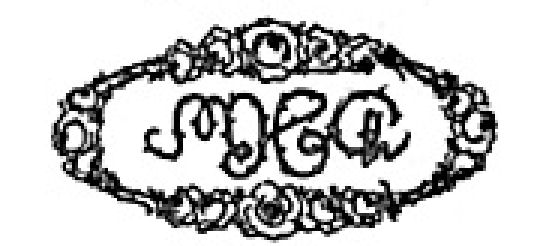
Monograma contesei Maria Henrietta Chotek

Dr. Gustav Brada, un horticultor ceh, specialist și el în creșterea trandafirilor, care a vizitat-o pe contesa Chotek în 1921 relatează că rozariul suferise din cauza războiului, unele pierderi legate de specii rare de trandafiri fiind aproape imposibil de înlocuit, cu atât mai mult cu cât singurul rozariu care nu suferise din cauza războiului era cel de la L'Haÿ-les-Roses din Franța, iar urmașii lui Jules Gravereaux, care se ocupau de el, nu erau dispuși să sprijine refacerea unor concurenți din țările învinse. Pe de altă parte, lucrările de refacere cereau sume importante de bani, de care contesa nu mai dispunea în condițiile economice de după război.
Creșterea trandafirilor era costisitoare deoarece după tehnica utilizată trandafirii trebuiau replantați odată la 4-5 ani pentru a evita scăderea calităților nutritive ale solului. După îndepărtarea trandafirilor, solul era acoperit cu îngrășăminte animale, apoi era cultivat cu cartofi. După un an, se cultiva fasole sau mazăre iar în toamna următoare trebuia arat adânc înainte de a se replanta trandafiri. Toate aceste operații necesitau eforturi și cheltuieli importante.
Cu toate acestea, în 1927 când Dr. Brada a vizitat din nou Dolna Krupa, el a putut constata că contesa Chotek reușise să creeze un nou rozariu model, pe care el îl considera una din frumusețile Slovaciei. Catalogul și lista de prețuri a rozariului arată că erau disponibile 885 de sorturi de trandafiri, dintre care 228 sorturi de trandafiri cățărători, 33 trandafiri Bourboun, 210 trandafiri de grădină de diferite clase, restul fiind speciile de așa-numiți trandafiri nobili. În plus, rozariul crea și specii noi, cea mai remarcabilă realizare fiind o ameliorare a creației lui Geschwind, numită “Nordlandrose II”, creată în 1929 . Ultimele realizări care mai sunt amintite în cataloage sunt trandafirii „Phaenomen” din 1933 și „Ignis”, creat în 1934.
Dar acest succes era doar aparent. Rozariul nu ajunsese la proporțiile și la bogăția pe care o avusese în 1914. Contesa Maria Henrietta Chotek a fost o idealistă care avea extraordinare cunoștințe de specialitate, care iubea trandafirii mai mult decât orice pe lume, dar nu a fost niciodată o femeie abilă în afaceri. Îi lipsea orice fel de simț mercantil și astfel, contesa care atinsese vârsta de 70 de ani a ajuns în mari dificultăți financiare cu școala ei de creștere a trandafirilor. Pe întreg parcursul vieții ei, contesa ajutase mulți oameni, dar când ajunsese și ea să aibă nevoie de ajutor, când forțele ei fizice și intelectuale începuseră să scadă, nu a fost nimeni care să o ajute. Ea nu mai putea să-și întrețină rozariul și acesta, ca și proprietara sa, decădeau rapid.
În 1934 cu ocazia inaugurării grădinii de trandafiri de pe dealul Petřín din Praga, Prof. Karl Domin era nevoit să constate: „Rozariul de la Dolná Krupá este departe de ceea ce era odinioară. Parcul este pe cale de a fi distrus. Suprafețe mari sunt cultivate cu cartofi sau porumb, pentru a putea furniza mijloace de existență. Bătrâna contesă trăiește singuratic în marele ei castel. Totuși vizitatorii, puțini la număr, pot simți și acum cât de mare este dragostea ei de trandafiri.” 
Dar nu doar la Dolna Krupa aveau loc schimbări. În 1934 Uniunea Prietenilor Trandafirilor din Germania a fost transformată în secția a treia a Societății Germane pentru Horticultură, iar sediul ei a fost transferat la Berlin. Era una din măsurile organizatorice luate de noul regim de la Berlin, pentru a putea avea sub control diferitele organizații de pe teritoriul celui de al Treilea Reich. Revistele de specialitate ale Uniunii au încetat să apară, fiind înlocuite cu anuare. Anuarul de 1938 este ultima publicație care mai amintește de rozariul de la Dolna Krupa. După începerea celui de al Doilea Război Mondial și dezmembrarea Cehoslovaciei, nimeni nu se mai înteresa de trandafiri. În condițiile de război, nu se mai găsea mână de lucru pentru creșterea trandafirilor, și în fiecare an rozariul decădea mai mult. Spre sfârșitul războiului, palatul a fost jefuit de Armata Roșie și parcul a fost distrus. Casa în care trăise contesa în ultima perioadă, numită „Casa elvețiană” a fost complet distrusă și se povestește că materialele ei au fost furate de săteni pentru a-și reface locuințele proprii. Contesa Maria Henrietta Chotek, bolnavă și complet lipsită de mijloace, a mai trăit din mila locuitorilor din sat. Astfel, la 13 februarie 1946, s-a stins din viață contesa trandafirilor în vârstă de 83 ani, fiind îngrijită pe patul de moarte de călugărițele din vecinătate.
Maria Henrietta a fost îngropată în mausoleul construit în 1895 de tatăl ei, Rudolf Chotek, un monument de arhitectură neo-renascentistă situat în cimitirul de lângă biserica din satul Dolná Krupá, mausoleu cruțat de război.

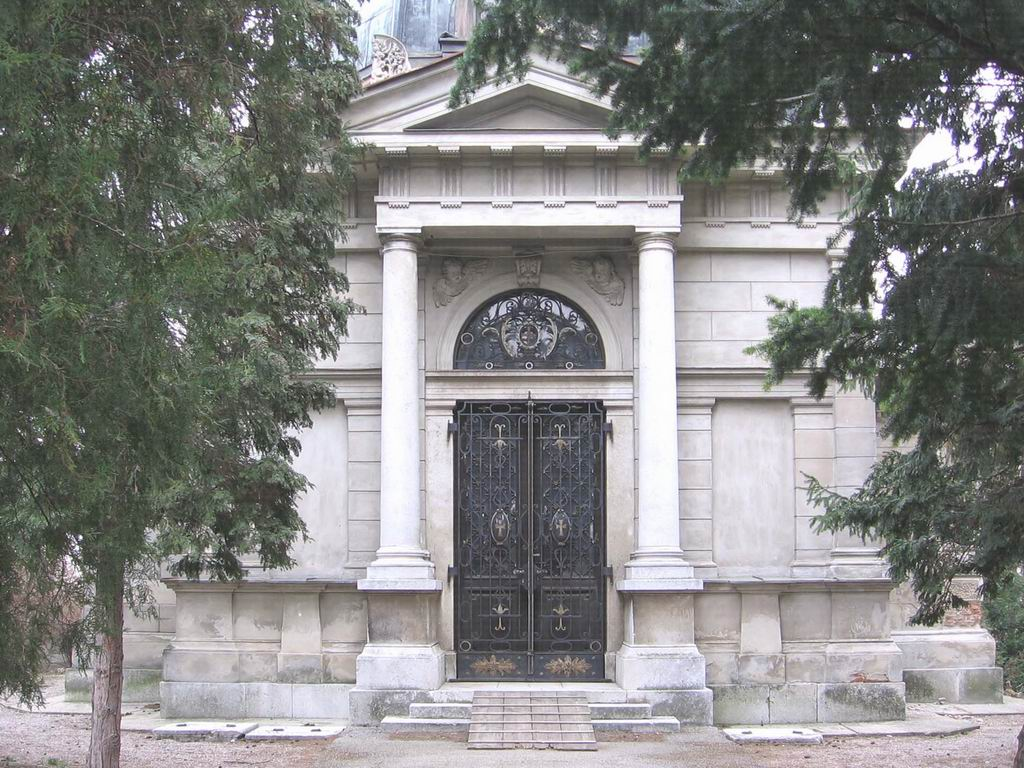
Mausoleul familiei Chotek din cimitirul de la Dolna Krupa, unde este înmormântată contesa Maria Henrietta Chotek

## Epilog
Toate bunurile familiei Chotek au fost naționalizate. Castelul Brunswick a fost transformat în spital de psihiatrie din 1949 până în 1969. Din 1969 la 1978 a funcționat drept casă de odihnă a scriitorilor slovaci, apoi a fost transformat în muzeu, având și actualmente această destinație. Castelul a fost renovat și poate fi vizitat în prezent.
Din rozariul, care odinioară fusese unul din cele mai frumoase din lume, nu a mai rămas absolut nimic, pământul fiind convertit în teren agricol. Noua economie socialistă avea nevoie de producție, nu de trandafiri.
În anii 1990 horticultorul german Johannes Kalbus a încercat să reînvie tradiția donând domeniului varietăți prețioase de trandafiri. După 1990, un nou rozariu a fost realizat la Dolna Krupa, în amintirea celui al contesei Chotek. Noul rozariu se dezvoltă sub egida Clubului de Iubitori ai Trandafirilor din Slovacia („Rosa Klub"). Din 1993 se organizează anual la începutul lunii iunie expoziția „Frumusețea trandafirilor și a formelor" iar în 2006 s-a ajuns la a 4-a ediție a seminarului „Trandafirii în viața oamenilor". Dar numele Mariei Henrietta Chotekova, care a creat rozariul de la Dolna Krupa, nu mai este amintit.
Diferiți crescători de trandafiri i-au dat numele creațiilor lor:
- Marie Henriette Gräfin Chotek creat de Hermann Kiese în 1910;
- Marie Henriette Gräfin Chotek creat de Peter Lambert în 1911;
- Hraběnka Choteková creat de Jan Böhm în 1932

Sortul de trandafiri care a fost numit după ea în 1910 mai există încă. El mai înflorește și azi în rozariul Sangerhausen, alături de alte 7.000 sorturi de trandafiri. Numele  “Maria Henrietta, contesă  Chotek”  rămâne astfel indisolubil unit de istoricul Uniunii Prietenilor Trandafirilor din Germania, și amintește de o lume dispărută în care trandafirii puteau constitui scopul unei existențe.